# Антидотна терапія
Антидо́тна терапі́я (антидотна детоксикація) — невід'ємна частина невідкладної допомоги при отруєннях (гострих та хронічних), яка застосовується для зниження токсичності або знешкодження отрути, яка потрапила до організму за допомогою протиотрут.
Антидотна терапія може бути використана тільки за умов точно встановленого діагнозу (отрути), тому що в іншому випадку, при використанні великих доз антидоту може проявитися його токсична дія.
Засоби антидотної детоксикації:
- хімічні протиотрути:
  - контактної дії
  - парентеральної дії
- біохімічні
- фармакологічні антагоністи

## Антидотна терапія гострих отруєнь лікарськими засобами та хімічними речовинам
| Назва отрути                                                             | Антидот (протиотрута) |
| ------------------------------------------------------------------------ | --- |
| Ртуть, хром, сполуки миш'яку, люїзит                                     | - Унітіол (в/м 3—5 мг/кг, повторно через 6—8 год; на другу добу через 8-12 год; протягом наступних 5 діб 1—2 рази на день) |
| Синильна кислота та її солі; сполуки миш'яку, ртуті, свинцю              | - Натрію тіосульфат (в/в 50 мл 30% розчину). - Амілнітріт застосовують інгаляційним шляхом по 2—3 краплі на вату. - Глюкоза (20—40 мл 40% розчину в/в) |
| Дихлороетан, чотирихлористий вуглеводень, трихлороетилен                 | - Тетацин-кальцій (20 мл в/в крапельно в 500 мл 0,85% розчину натрію хлориду або 5% розчину глюкози; повторно 3—4 дні) |
| Тиофос, хлорофос, карбофос та ін. фосфорорганічні сполуки (ФОС)          | - Атропін (інтенсивна атропінізація — 2—3 мл 0,1% розчину в/в, при важких отруєннях до 8—15 мл упродовж першої години. - Реактиватори холінестерази: дипіроксим 1—4 мл 15% розчину в/в або в/м - Ізонітрозин (1—3 мл 40% розчину в/в або в/м). ПАМ-хлорид (30—50 мл 1% розчин в/в) - Токсогонін (1 мл 25% розчину в/в) |
| Барбітурати (барбітал, фенобарбітал, барбітал-натрій)                    | - Бемегрид (10 мл 0,5% розчину в/в). - Атропін (1 мл 0,1% розчину в/в) - Кальцію хлорид (10 мл 10% розчину в/в) - АТФ (2 мл 1% розчину в/м) - Вітаміни групи В, аскорбінова кислота. Поліглюкін |
| Атропін, скополамін, аерон, беладона, блекота                            | - Пілокарпін (1 мл 1% розчину під шкіру). - Прозерин (1 мл 0,05% розчину під шкіру) |
| Плутоній, радіоактивний ітрій, стронцій, свинець, продукти розпаду урану | - Пентацин (5 мл 5% розчину, доза може бути збільшена до 30 мл. Вводять в/в повільно, спостерігаючи за станом серцево-судинної системи. Ін'єкції проводять через 1—2 дні; на курс 10—20 ін'єкцій) |
| Тетурам-алкогольна реакція (після лікування антабусом)                   | Горизонтальне положення хворого. - Глюкоза (40 мл 40% розчину в/в з аскорбіновою кислотою). - Кордіамін, кофеїн. - При падінні АТ вводять стрихнін, ефедрин, адреналін. - При епілептиморфних нападах в/в вводять 5 мл 10% розчину сульфату магнію                                                                     |
| Нітрат срібла                                                            | - Хлорид натрію (10% розчин всередину) |
| Анілін, селітра                                                          | - Метиленовий синій (1—2 мл/кг 1% розчину в/в з глюкозою). - Аскорбінова кислота (50 мл 5% розину в/в) |
| Антикоагулянти: гепарин, кумарин та ін.                                  | - Протаміну сульфат (5 мл 1% розчину в/в (1 мг на 100 ОД гепарина)). - Вітамін K (5 мл 1% розчину в/в) - Амінокапронова кислота в/в[джерело?] |
| Спирт метиловий (метанол)                                                | - Етиловий спирт (100 мл 30% розчину всередину або 5% розчин в/в (1 мл/кг маси тіла)) |
| Морфін, кодеїн, героїн, промедол                                         | - Налорфін (анторфін) під шкіру, в/м або в/в по 1 мл 0,5% розчину повторно через 10—15 хв., але не більше 40—50 мг (8 мл 0,5% розчину). - Усувають пригнічення дихання, гіпотонію, аритмію серця. |